# Палежма
Палежма — пресноводное озеро на территории Подпорожского городского поселения Подпорожского района и Янегского сельского поселения Лодейнопольского района Ленинградской области.

## Общие сведения
Площадь озера — 0,8 км², площадь водосборного бассейна — 4,44 км². Располагается на высоте 106,6 метров над уровнем моря.
Форма озера округлая. Берега каменисто-песчаные, преимущественно возвышенные.
С западной стороны озера вытекает река Палежма, впадающая в Вонозеро, из которого берёт начало река Яндеба, левый приток Свири.
Населённые пункты и автодороги вблизи водоёма отсутствуют.
Код объекта в государственном водном реестре — 01040100711102000015365.